# Mont-Bernanchon
Mont-Bernanchon település Franciaországban, Pas-de-Calais megyében. Lakosainak száma 1319 fő (2022. január 1.). Mont-Bernanchon Calonne-sur-la-Lys, Gonnehem, Hinges és Robecq községekkel határos.

## Népesség
A település népességének változása:
| Lakosok száma | 1376 | 1363 | 1385 | 1359 | 1348 | 1337 | 1326 | 1316 | 1319 |
|               | 2013 | 2015 | 2016 | 2017 | 2018 | 2019 | 2020 | 2021 | 2022 |